# Promovering (schack)
Promovering (ibland promotion eller förvandling) är en regel i schack som träder i kraft då en bonde når den sista raden (åttonde för vit; första för svart). Spelaren väljer då om den ska förvandlas till antingen en dam, ett torn, en löpare eller en springare. Spelaren kan inte välja att den ska förbli en bonde. Den nya pjäsen ställs på den plats där bonden tidigare stod. 
I algebraisk schacknotation brukar promovering skrivas genom att lägga till den nya pjäsens symbol efter draget, ibland inom parentes: a8D eller a8(D).
Promovering förekommer även i andra brädspel till exempel shogi.

## Strategi

### Framspel
Promovering är i de flesta partier inte aktuellt förrän mot slutet av partiet. Det är dock en viktig faktor att ta hänsyn till redan i början.

### Pjäsval
Det överlägset vanligaste valet av pjäs är dam, eftersom den är den mest kraftfulla pjäsen. I vissa fall kan det valet dock leda till patt, och det kan då vara till fördel att välja någon av de andra pjäserna, så kallad underpromovering. Det vanligaste alternativet är springare, eftersom den till skillnad från löparen och tornet har ett rörelsemönster som inte täcks av damens.
I schackmjukvaruföretaget ChessBases databas från 2006 över 3,2 miljoner partier på mestadels internationell mästare- och stormästare-nivå inträffade promovering i cirka 1,5 % av partierna. I dessa fall promoverades bönderna med ungefär följande frekvenser:
| Pjäs      | Frekvens |
| --------- | -------- |
| Dam       | 96,9 %   |
| Springare | 1,8 %    |
| Torn      | 1,1 %    |
| Löpare    | 0,2 %    |

Underpromovering är dock troligen ovanligare ur strategisynvinkel än vad som framgår ur tabellen. Promovering kan till exempel användas för att provocera fram slag mot den promoverade pjäsen, och då gör det ofta detsamma vilken pjäs som väljs.